# Brama Narwska
Brama Narwska (ros. Нарвские триумфальные ворота) – brama triumfalna w Petersburgu, w historycznej Dzielnicy Narwskiej, na placu Strajków (ros. Площадь Стачек – Płoszczad Staczek), dawnym placu Narwskim, wzniesiona ku czci rosyjskich pułków gwardii i ich udziału w wojnach z napoleońską Francją.

## Historia
W 1814 na placu Narwskim w Petersburgu wzniesiono drewniany łuk triumfalny na cześć rosyjskich pułków gwardii uczestniczących w zwycięskich kampaniach przeciwko Napoleonowi Bonapartemu. Autor jego projektu, Giacomo Quarenghi, częściowo wzorował się na rzymskim Łuku Tytusa. Jako że brama została wzniesiona z nietrwałych materiałów (drewno i gips, z którego wykonano dekorację rzeźbiarską), jej stan techniczny szybko zaczął się pogarszać. Na wniosek petersburskiej szlachty car Aleksander I zdecydował o wzniesieniu nowego łuku triumfalnego, który pozostałby u południowo-zachodniego wjazdu do miasta na stałe. Zdecydował także, by przeznaczyć na ten cel 40 tys. rubli podarowanych przez gen. F. Uwarowa na budowę pomnika Korpusu Gwardii.
Bramę Narwską wzniesiono według projektu Wasilija Stasowa, który znacząco różnił się od starszego planu Quarenghiego. Położenie kamienia węgielnego pod budowlę miało miejsce w rocznicę bitwy pod Borodino, 17 sierpnia 1827, zaś w 1834 prace budowlane ukończono. Carem był wówczas już Mikołaj I.
W latach 1879–1881 przeprowadzono renowację miedzianego pokrycia łuku, rozmieszczonych na nim rzeźb, okien i drzwi oraz pomieszczeń wewnętrznych, w których od 1888 r. mieściło się archiwum. Zbiory archiwum w 1918 r. spłonęły.  
W 1987 w pomieszczeniach wewnątrz łuku urządzono poświęconą budowli ekspozycję muzealną. 

## Architektura

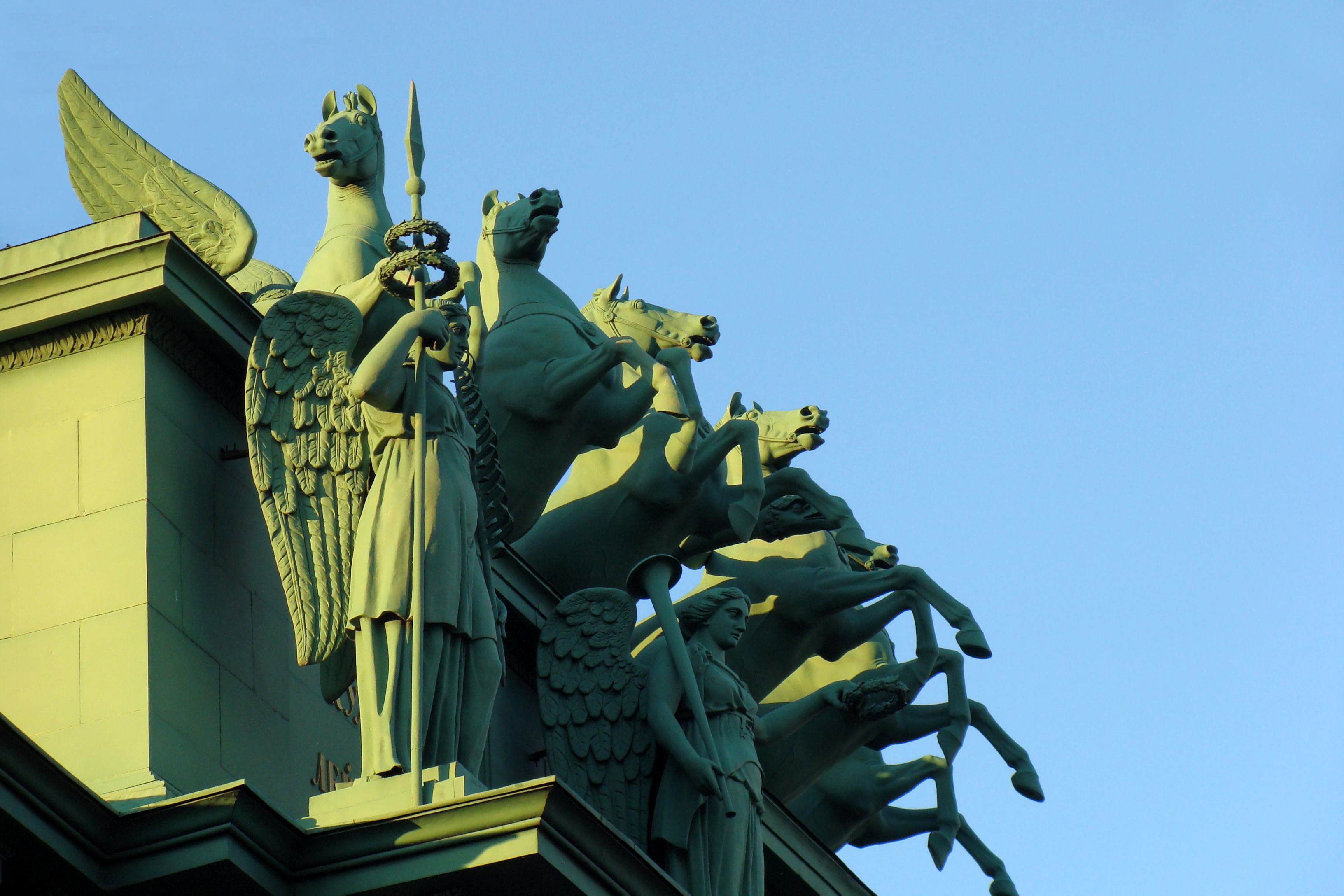
Zwieńczenie bramy

Brama jest budowlą ceglaną, o łącznej wysokości 31 m. Wspiera się na dwunastu kolumnach i zwieńczona jest wyobrażeniem zwycięskiego rydwanu ciągniętego przez sześć koni (rzeźbę wykonali Peter Clodt von Jürgensburg  i Stiepan Pimienow), o wysokości 7,6 m. W attyce łuku przedstawiono osiem postaci Geniuszy Chwały i Zwycięstwa (postacie wyrzeźbione przez Nikołaja Tokariewa i Michaiła Kryłowa), natomiast u podnóża pylonów łuku - czterech wojowników ruskich (rzeźby Stiepana Pimienowa i Wasilija Demuta-Malinowskiego) o wysokości 4,1 m każdy. Szerokość łuku wynosi 22 m. Na pylonach i attyce łuku literami ze złoconego brązu wypisano nazwy pułków gwardii armii rosyjskiej oraz wymieniono niektóre miejsca bitew, zaś nad łukiem, od strony południowej, inskrypcję rosyjską i łacińską: Победоносной Российской императорской Гвардии / Признательное отечество в 17 д: Августа, 1834. / \/ictricibus Rossicis Legion. Imp. Corp. Custod. / Crata Patria.D. XVII. M. Aug. An. MDCCCXXXIV (Zwycięskiej Rosyjskiej Gwardii Cesarskiej - wdzięczna ojczyzna 17 dnia sierpnia 1834 r.) oraz Z rozkazu Aleksandra I (Повелением Александра Перваго – Powielenijem Aleksandra Pierwago).